# مسجد جامع سامرا
مسجد جامع سامرا یکی از مسجدهای مشهور دورهٔ خلافت عباسیان در شهر سامرای عراق است که در سال ۲۳۷ (قمری) / ۸۵۲ میلادی بنیاد شد و سازهٔ پرآوازهٔ آن، مناره اش است که به الملویة (به معنای:پیچاپیچ، پیچیده گردان) مشهور است. ساخت این مسجد در سال ۸۴۸ میلادی آغاز شد و در سال ۸۵۲ م در دوره خلافت متوکل علی‌الله - که پایتخت خلافت را از بغداد به سامرا برد- پایان یافت. مسجد جامع سامرا، در دوران عباسی‌ها ساخته شد که مناره حلزونی شکلی که دارد از مهمترین شاخصه‌های آن به شمار می‌رود، این مناره با ارتفاع ۵۳ متر یکی از بلندترین مناره‌های جهان اسلام محسوب می‌شود.
از جمله اقداماتی که خلیفه عباسی در این شهر انجام داد، ساخت مسجد جامعی وسیع در وسط شهر بود که در نهایت زیبایی و ظرافت در سالهای ۲۳۷–۲۳۳ ساخته شد. این مسجد ۵۰ متر بالاتر از سطح دریا قرار دارد و به صورت ۵ حلقه دایره‌ای است که بر روی هم سوار شده‌اند و همه اینها بالای سطحی مربع شکل قرار دارند. این حلقه‌های دایره‌ای در پایان به اتاقکی منتهی می‌شوند. امروزه از این مسجد تنها دیوار بیرونی و مناره حلزونی شکل معروف آن با نام ملویه، بر جای مانده‌است. برخی منارهٔ منحصربه‌فرد را تحت تأثیر زیگورات‌های بین‌النهرین و برخی دیگر تاثیر مناره شهر گور (فیروزآباد) مربوط به دوران ساسانی را پررنگ تر دانسته اند.
مقدسی درباره آن گوید که در جلال و عظمت به مسجد دمشق مانند است. ستون‌های مرمر سقف‌ها را نگاه می‌دارد و مناره بلندی نیز دارد. ارتفاع مناره آن‌را یاقوت نیز تایید کرده است و گوید از این جهت آن‌را بلند ساختند که صدای موذن تا مسافت زیاد برود. این مناره از هر طرف تا یک فرسخی دیده می‌شود.

## تاریخ
مسجد جامع شهر سامرا (مسجد جامع جمعه ، جامع ملویه) را خلیفه عباسی المتوکل از سال 848 تا 851 م. در عراق امروزی ساخت.  علت شهرت این بنا مناره مارپیچ (حلزونی) آن است که یکی از کم نظیرترین و بلندترین مناره‌های جهان اسلام است. این مسجد در زمان خود از بزرگ‌ترین مساجد بوده است که امروزه نیز بقایای مشخصی از آن باقی‌مانده است.
این مسجد ، مسجد جامع است. همیشه نخستین مسجد هر شهر را مسجد جامع می‌نامند؛ و چون این مسجد به منبر مجهز است خطبه نماز جمعه در آن خوانده می‌شود. در اصل مسجد جامع هر شهر فقط یکی است.
مسجد جامع سامرا در کنار یک مجموعه قصر ساخته شد که در زمان خود 35000 نمازگزار را در فضای سرپوشیده و حیاط خود جای می‌داد.

## سبک معماری

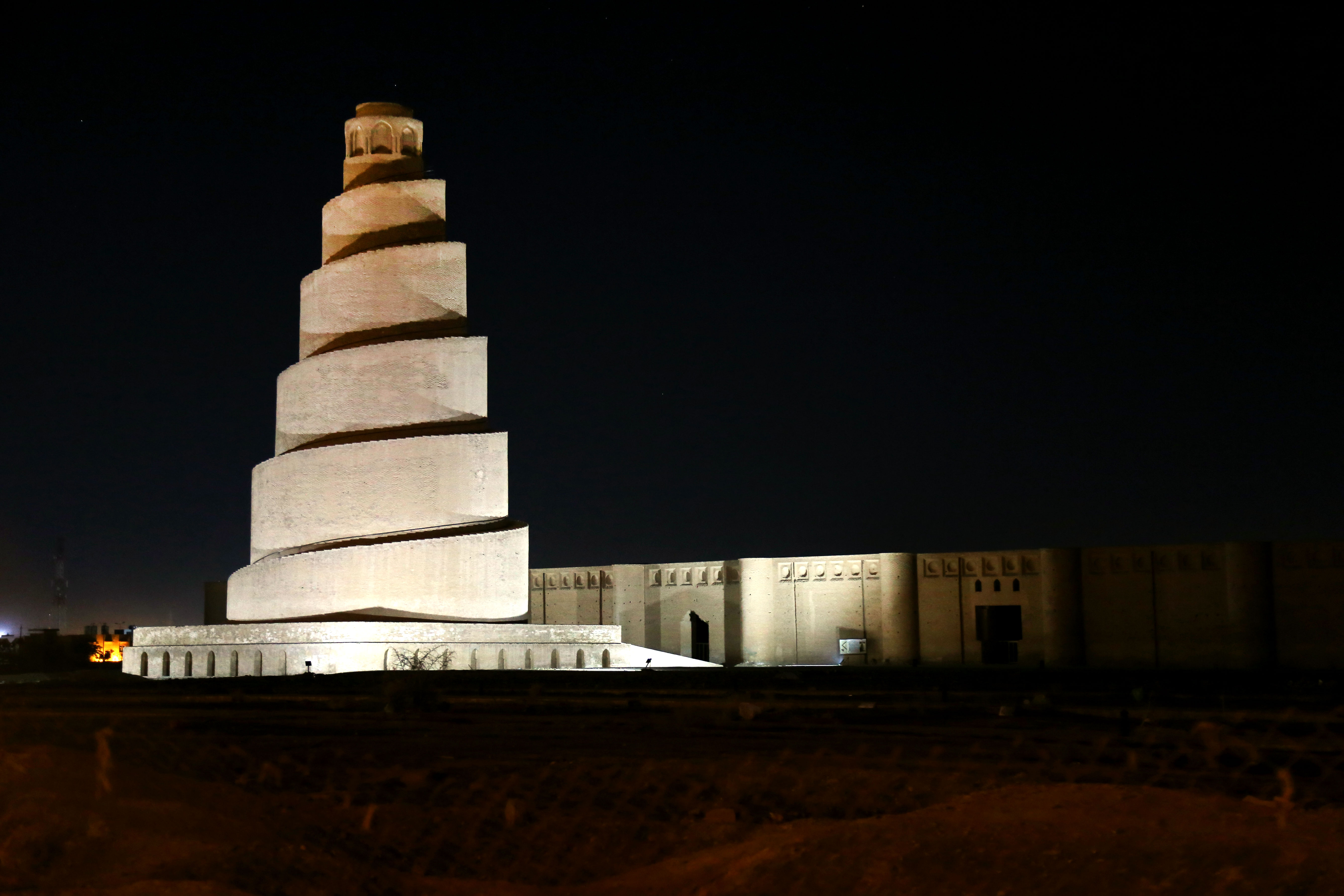
مسجد ملویه سامرا. عکس از صفا دانشور

مسجد جامع سامرا در زمان عباسیان ، خلیفه المتوکل ساخته شد. سبک معماری مسجد ، سبکی نوین در معماری آن زمان به حساب می‌رفت. به گفته برخی از باستان‌شناسان این مسجد از زیگورات‌های قدیم بابلی الگو برداری شده است؛ اما عده‌ای دیگر این امر را به علت اینکه در آن زمان احتمال وجود زیگورات سالم بسیار کم بوده ، رد کرده‌اند. اندیشه تاثیرپذیری برج‌های مراقبت و برج‌های آتش از زیگورات‌ها همواره وجود داشته است زیرا برج‌هایی که دسترسی به بالای آن‌ها از طریق نردبان‌ صورت گرفته و در بالای آن‌ها اتاقکی برای مراقبت ، ارتباط با شهر و روشن کردن آتش وجود داشته و برخی از آن‌ها به شکل چند‌‌ضلعی بوده‌اند درمناطق مختلفی از عراق دیده شده است. اولگ گرابار باستان‌شناس و تاریخ نگار معتقد است منشا مناره‌‌ی مارپیچ نوع خاصی از برج‌های مارپیچ دوره‌ی ساسانی در ایران است که هنوز هدف ساخت آن‌ها مشخص نیست. ستون‌های این مسجد مثل مسجد کوفه در عراق یادآور آپاداناهای شاهان هخامنشی است.
هرچند دقیقا مشخص نیست سبک ساخت مسجد و مناره مارپیچ آن از کجا الگوبرداری شده؛ اما مشخص است که ارتباطی با معماری کلاسیک یا مسیحی ندارد.

## مصالح
سامرا شهری بود که توسط معتصم عباسی بنا شد و پایتخت عباسیان از بغداد به سامرا منتقل شد. در بناهای این شهر از سنگ استفاده نمی‌شده بلکه از آجر در همه‌جای بنا استفاده می‌شده است. تزیینات بنا گچی بوده و تاثیر هنر ساسانی در آن دیده می‌شده است. مسجد جامع سامرا هم مثل باقی بناهای شهر سامرا بوده و در آن از آجر استفاده شده است؛ همچنین قوس‌ها به وسیله پایه‌هایی از خشت که از گچ پوشیده شده بود نگه داشته شده بود.

## بناهای مشابه
این سبک معماری در دوره اول عباسی رواج بسیار داشت اما بعدها از محبوبیت این سبک کاسته شد و معماران این سبک را نامانوس دیدند. به همین علت نمونه‌های مشابه آن بسیار کم است. 
مناره‌ای مشابه ملویه در کنار مسجد ابولدوف واقع در شهر سامرا بنا شد و مشابه گنبد مسجد نیز در کنار قصر تاج ساخته‌ی المکتفی؛ ساخته شد. این گنبد به قبه الحمار معروف است؛  زیرا خلیفه سوار بر الاغی کوچک از آن بالا میرفته است. شیوه ساخت اینگونه برج‌ها به چین هم رسید و در قرن‌ یازدهم یا سیزدهم یکی از ویژگی‌های سازه‌های شاهانه‌ی چین بود. از سوی دیگر احمد بن طولون که دوران جوانی خود را در سامرا سپری کرده بود؛ در بنای جامع خود (مسجد ابن طولون) در قاهره مصر از این بنا و معماری شهر سامرا الگو برداری کرد.

## طراحی بنا
امروزه بقایای نسبتا آشکاری از مسجد باقی مانده اما نمی‌توان به طور واضح فضای داخلی آن را تجسم کرد؛ اما سبک خاص تزیینی، پلان مستطیل شکل، شکل ستون‌ها، حرم بزرگ‌تر نسبت به بقیه مساجد، پنجر‌ها و مناره مارپیچ این بنا را متمایز می‌کند. دیوارهای خارجی مسجد به طول 240 و عرض 156 متر باعث شده که مسجد جامع از نظر ضخامت و وسعت جزو مهم‌ترین بناهای اسلامی در دوره‌های مختلف به‌شمار برود. زیاده U شکل مسجد 443 در 375 متر مسجد را احاطه کرده‌بود.
مسجد دارای 17 راهرو و داخل مسجد (حرم مسجد) 9 دالان بود. علاوه بر رواق‌های متعدد برای نماز 464 ستون وجود داشت.ا ارتفاع فضای داخلی 11 متر بود. قوس‌ها به طور مستقیم روی پایه‌های خشتی پوشیده شده از گچ قرار گرفته و سقف پوشیده از مواد ابتدایی بود. زیر سقف ستونی پوشیده از آجر قرار داشت که با باقی ستون‌ها زاویه 90 درجه تشکیل می‌داد.
تعداد درهای این بنا 16 در بود که 6 در در شرق ، 5 تا در غرب ، 2 در در جنوب (کنار محراب) و سه در در شمال بود.
داخل حیاط، در 4 ردیف ایوان‌ها قرار داشتند. فواره آب بزرگی در میان حیاط وسیع مسجد قرار داشت که در زمان خود هیچ‌گاه آب آن قطع نمی‌شد. این آبنما گنبدی بود و با موزاییک و سنگ تزئین شده بود. درهای مسجد 13 تا بود که 5 در در جوانب طولی (مجموعا 10 در )و 3 تای آن‌ها در جانب ورودی قرار داشت.
مناره مارپیچ که ویژگی خاص این مسجد به شمار می‌رود (همان ملویه) در سمت دیوار شمالی و بر روی محور مرکزی قرار دارد که درباره آن توضیح داده‌ می‌شود.

## تزئینات
کندکاری‌های گچی داخل بنا که طرح‌های گلدار و هندسی است، تزیینات این بنا را شامل می‎‌شده است و روشنایی داخل بنا از یک ردیف پنجره صورت می‌گرفته است. طبق گفته مورخان عرب دیوارهای مسجد با صفحات لعابدار یا شیشه‌ای پوشیده شده بود؛ که البته DGA عراق با توجه به آثار باقی‌مانده از صفحات شکسته‌ی شیشه‌ای آبی تیره در محوطه مسجد این گفته را تایید می‌کند.

## سازه
در رابطه با سازه مسجد، با توجه به اینکه امروزه بقایای آشکاری از بنای مسجد باقی مانده اما نمی‌توان فضای داخلی آن را تصور کرد، نمیتوان مطالب دقیقی گفت؛ اما همانطور که پیش‌تر هم اشاره شد بنا از گچ و آجر ساخته شده است. قوس‌های داخل بنای مسجد به طور مستقیم روی پایه‌های خشتی پوشیده شده از گچ قرار داشتند و سقف پوشیده شده با مواد اولیه بود.محراب مسجد مستطیل شکل و زیاده آن U شکل بود. کوشکی هم در پشت محراب مسجد قرار داشت. ساختمان بیرونی مسجد 44 برج نیم‌دایره داشت.
سازه این مسجد نسبتا محافظه کارانه، ساده و سنتی است.
سازه‌ای که این مسجد را متمایز می‌کند مناره مارپیچ آن که به ملویه معروف است می‌باشد. این بنا ویژگی‌های خاص خود را داراست که در ادامه در رابطه با آن نکاتی ذکر شده است.

## مناره مارپیچ
این مسجد به خاطر شکل مارپیچ مناره خود به ملویه (ملویه به معنای مارپیچ و یا حلزونی است.) معروف شده است. این مناره شاهکار معماری آن زمان بوده و از زمان ساخت تا کنون جزو عجایب معماری به حساب می‌آید.
در آن زمان مناره مارپیچ مسجد جامع سامرا بلندترین مناره بوده است؛ اما بعدتر دوازدهمین مناره بلند در میان مناره‌های مساجد شناخته شد؛ که از جنس سنگ و آجر است.
این مناره دقیقا بر روی محور مرکزی مسجد و در فاصله 27.30 متری دیوار شمالی مسجد قرار دارد. ارتفاع مناره 50 متر (طبق برخی منابع 53 متر) است که به روی دو سکو مربعی شکل ساخته شده و بنایی مارپیچ گرداگر آن تا نوک مناره بالا می‌رود.
سکوی مربعی اول و زیرین به ضلع 31.30 و ارتفاع 2.5 متر ، دارای 6 در در سمت دیوار شمالی مسجد (یعنی ضلع جنوبی مناره) و 9 در در سه جهت دیگر (هر جهت سه در) و تشکیل شده از 33 طاقچه است. سکوی دوم یا همان سکوی بالایی روی سکو اول قرار دارد و از آن کوچک‌تر است. طول سکو دوم 30.10 و ارتفاع آن 1.60 متر است.
ارتفاع پایه مناره جمعا به 4.10 متر می‌رسد که بقایای پله‌های آجری شیب‌دار روی آن پیدا شده است. این پلکان برای صعود به بالای سکوها استفاده می‌شده و مناره را به مسجد متصل می‌کرده. طول پلکان 25 متر و عرض آن 12 متر بوده که فاصله 2.5 متری از دیوار شمالی مسجد را به بالای سکوی دوم (یعنی جایی که پله‌های سازه حلرونی شروع می‌شود) وصل می‌کرده است.
بدنه ماذنه یا همان بنای مارپیچ در پنج طبقه که در هر طبقه از مساحت آن نسبت به طبقه قبل کاسته می‌شده، روی دو سکو مربعی بنا شده است.  
ارتفاع طبقات به ترتیب اینگونه است : طبقه اول : برابر با دیوار شمالی مسجد یعنی 10.20 متر ، طبقه دوم : 8.12 متر ، طبقه سوم: 8.83 متر ، طبقه چهارم: 8.10  متر و طبقه پنجم : 5.40 متر
بر روی طبقه پنجم بنایی با ارتفاع 5.40 متر به شکل استوانه و دارای هشت انحنا و قوس‌های نوک دار در اطراف آن وجود دارد. قوس‌های موجود به خاطر شکل استوانه‌ای و دایره‌ای این بخش حجم‌های متفاوت دارند که ارتفاعشان 2.25 متر و عرض آن‌ها بین 1.10 تا 1.15 متر است. هریک از این قوس‌ها در چهارچوبی با عرض 1.90 و ارتفاع 2.90 متر بر روی پایه‌هایی استوانه‌ای شکل با قطر 40 سانتی‌متر قرار گرفته‌اند.
پلکانی حلزونی دارای 399 پله که از وسط سمت جنوبی مناره (یعنی طرف دیوار شمالی مسجد و پایان پلکانی قبل‌تر توضیح داده شد) شروع می‌شود و تا بالا ادامه دارد گرادگر طبقات ساخته شده است. باتوجه به شکل دایره ای و شیب بنا اندازه هریک از پله‌ها بین 2.5 متر در 57 سانتی‌متر و 1.90 متر در 65 سانتی‌متر متغیر است. پایان این پلکان همسو با جهت جنوبی و بالای مناره است.
پایان پلکان حلزونی به ورودی ای با سقف آجری طاقدار به عرض1.10 و ارتفاع 2.90 متر می‌رسد. این ورودی در یکی از انحناهای گفته شده وجود دارد که به راه‌پله ای پرشیب می‌رسد. این راه‌پله در ابتدا مستقیم و بعد مارپیچ می‌شود که انتهای این 22 پله به بالاترین نقطه بنا و ارتفاع 50 متری می‌رسد.

## ترمیم و نگهداری
این مسجد در طی سالیان مختلف و در جنگ‌های مختلف خرابی‌های بسیاری را تجربه کرده‌است. در زمان حمله مغول‌ها این مسجد تخریب شد و دیوار بیرونی و مناره باقی ماند. در زمان حمله آمریکا به عراق و در زمان حمله داعش مسجد جامع المتوکل آسیب‌هایی دیده است و امروزه مسجد قابل استفاده نیست. از دیگر علت‌های آسیب به بنا آب و هوای عراق است.
در سال1936 میلادی هیئتی جهت صیانت و مراقبت از مسجد تشکیل شد. این گروه در محافظت و مراقبت از مسجد نقش مهمی ایفا کرد. 
در سال 1970 میلادی مدیریت آثار عامه مجددا متوجه اهمیت این بنا شد و گروهی کارمندان متخصص را برای ترمیم مناره و مسجد قرار داد. این گروه ماذنه‌هایی که نفوذ رطوبت در آن صورت گرفته‌بود را مرمت کرد. سپس برای تکرار نشدن این اتفاق کف مناره را گچ‌کاری کردند. آجرهای جدیدی را جایگزین آجرهای قدیمی کرده و برای صعود آسان‌تر پلکانی جدید در بخش جنوبی قرار دادند. پلکان مارپیچ اصلی هم ترمیم شد. در بالای مناره قوس‌ها و منحنی‌ها بازسایی و نوک مناره در مقابل عوامل مخرب طبیعی مقاوم شد.
مدیریت آثار عامه قصد داشت برای امنیت بیشتر حصاری آهنین دور مناره بکشد که این امر صورت نگرفت.
سال 2005 میلادی در یک بمب گذاری مناره مسجد تخریب شد. در سال 2015 یونسکو و دولت عراق توافقی را در رابطه با حفاظت از مسجد و محوطه تاریخی سامرا امضا کردند که به موجب آن مسجد هم بازسازی می‌شد.

## نگارخانه

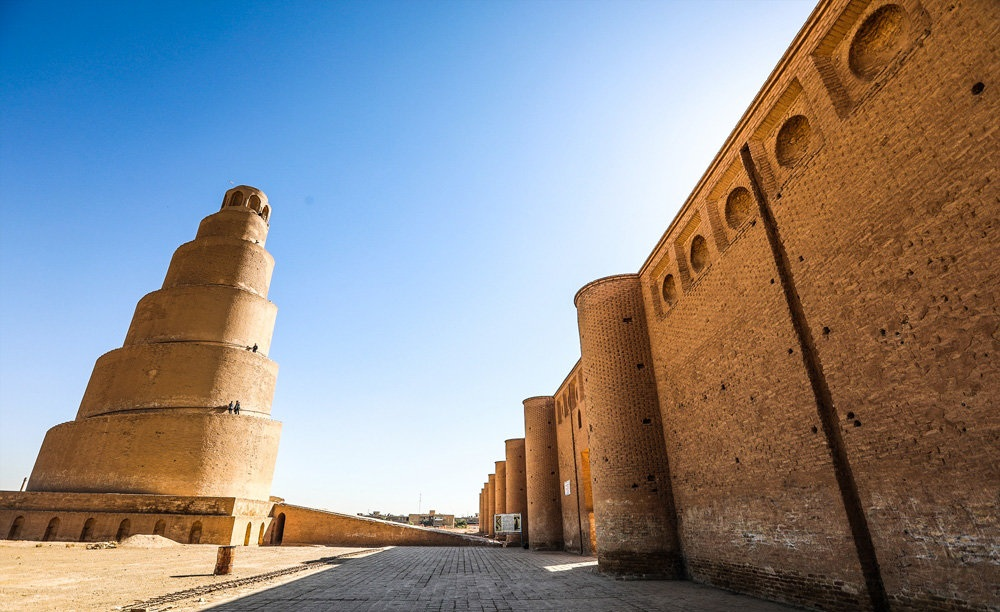
مناره مارپیچ و دیوار مسجد

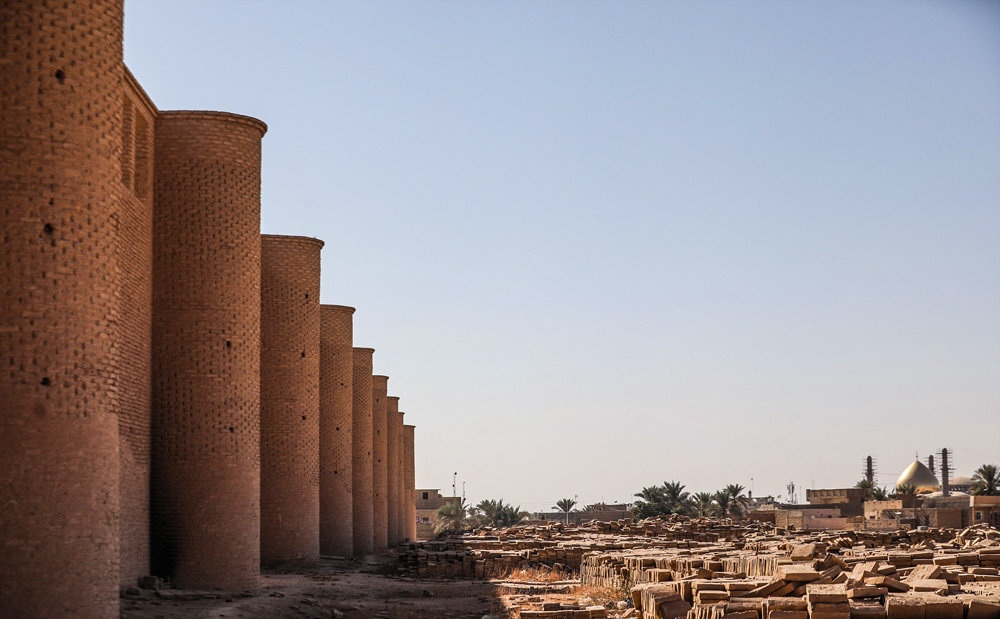
دیوار مسجد

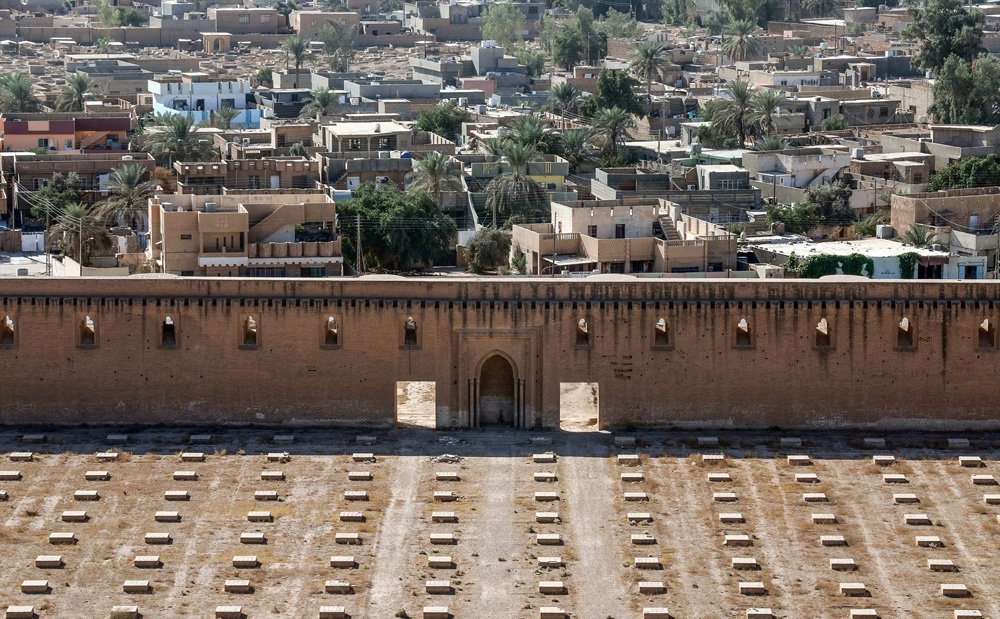
باقی‌مانده‌های داخل بنا

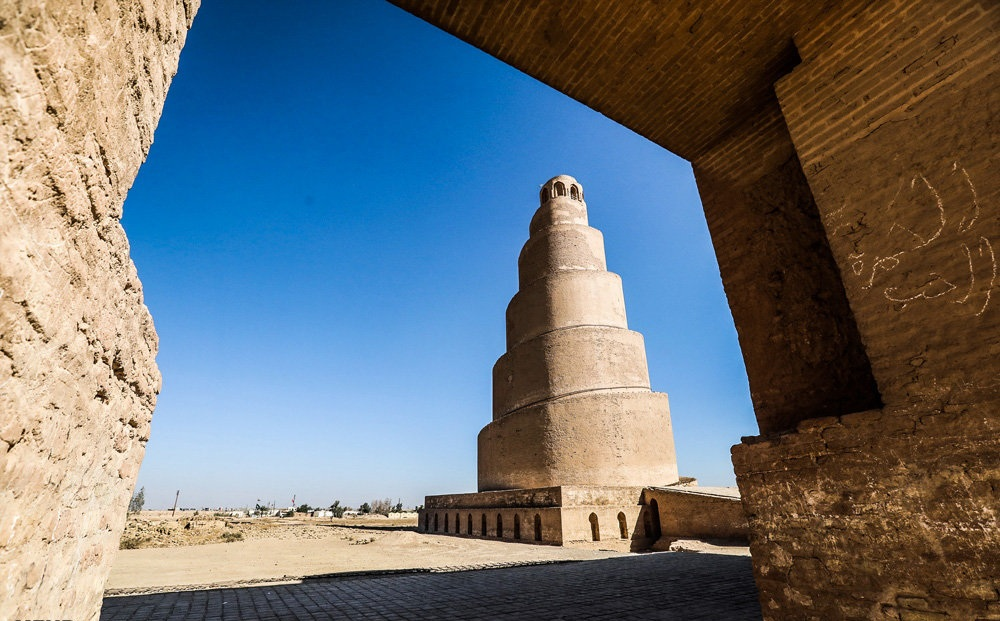
نمای مناره از داخل دیوارها

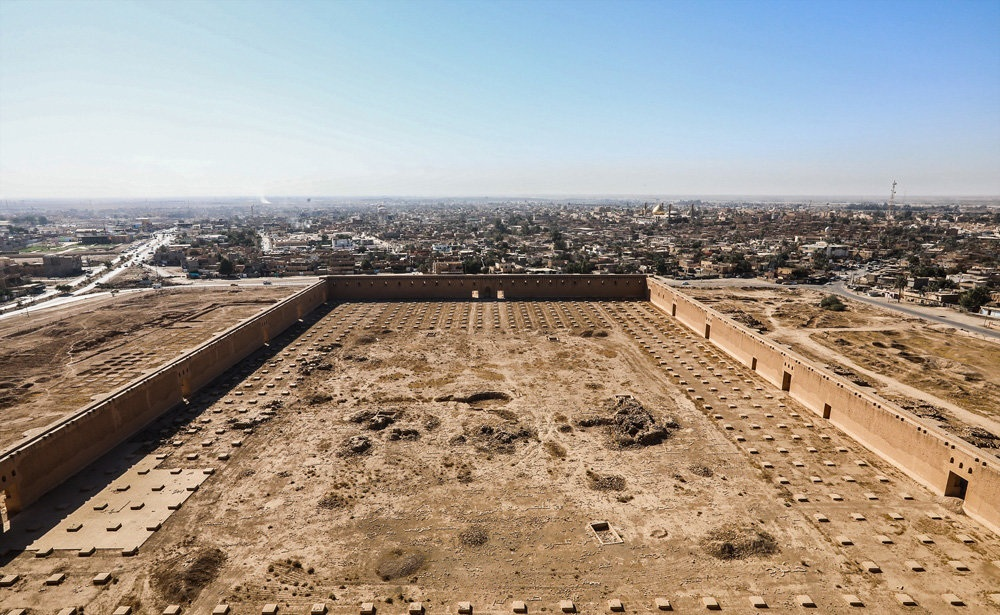
محل مسجد

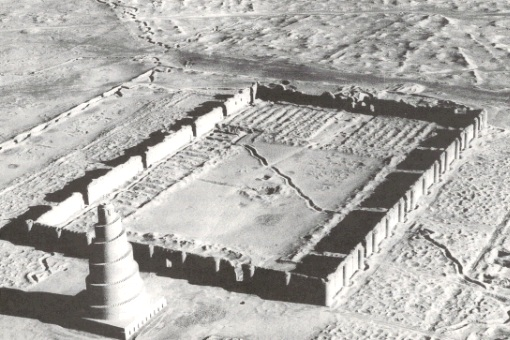

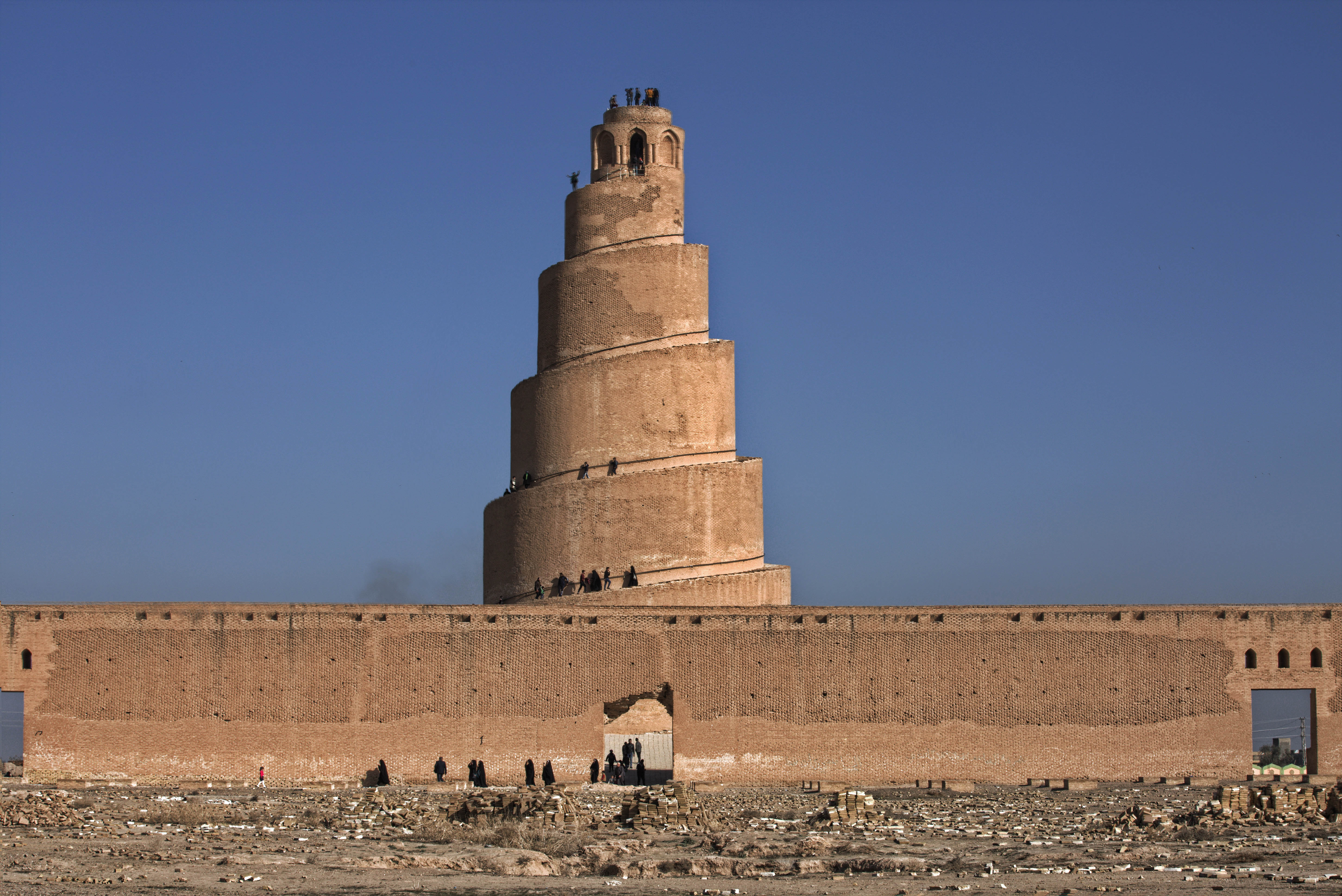

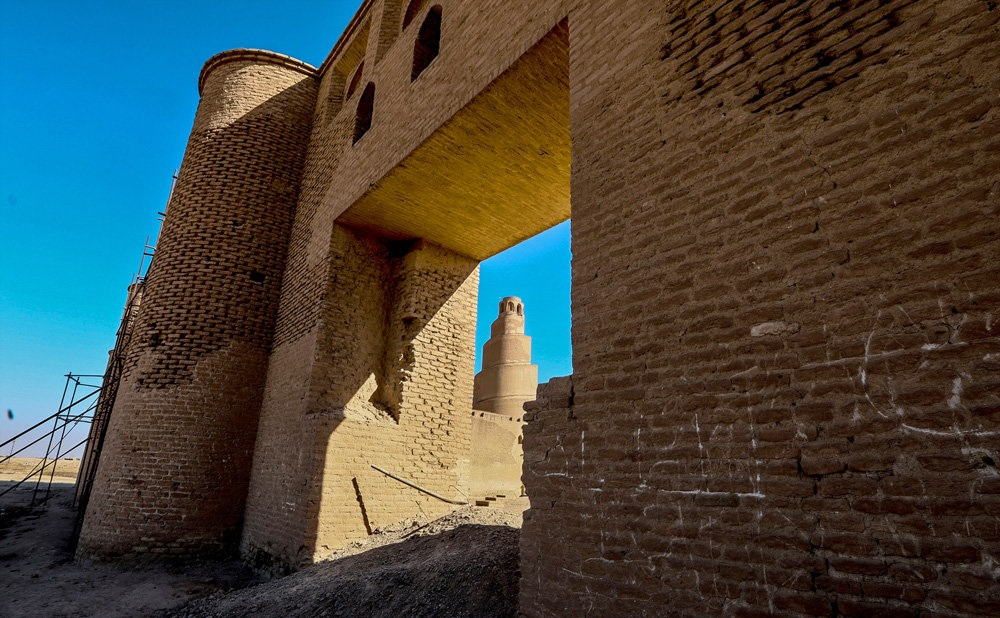

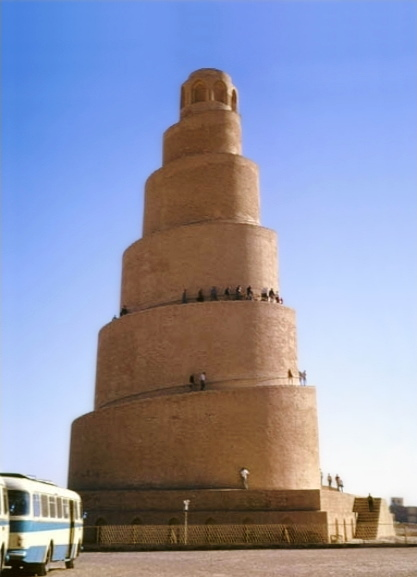
مناره مارپیچ
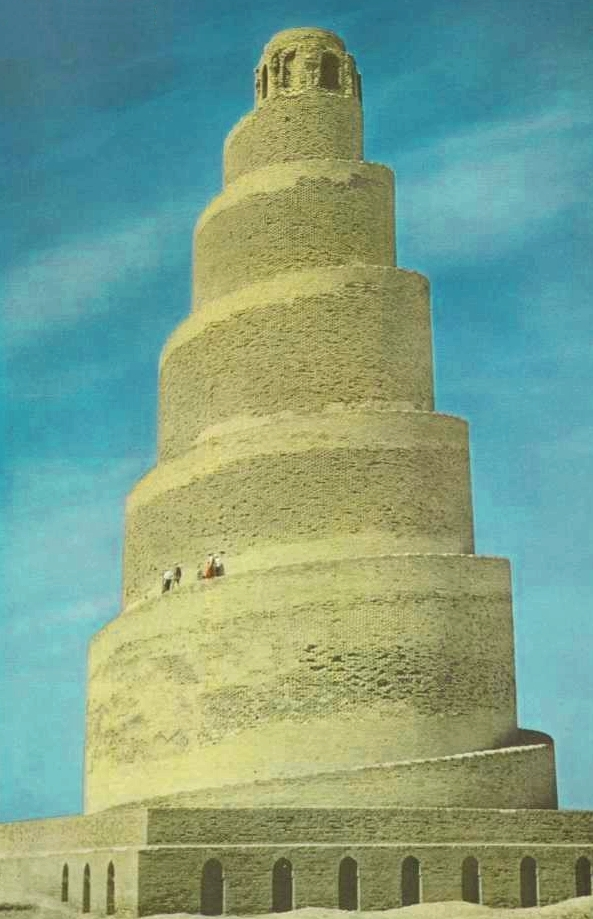
مناره مارپیچ